# وقف التصعيد
يشير مصطلح وقف التصعيد إلى السلوك الذي يهدف إلى تفادي تصعيد الخلافات. وقد يشيرُ أيضًا إلى نهج حل الخلافات. في أغلب الأحيان يكون من الصعب تجنب ما يسمى تصاعد الالتزام (وهو الاستمرار على الخطأ رغم نتائجه) دون اتخاذ تدابير محددة.

## وقف التصعيد اللفظي في الخصائص النفسية

تمثيل مثلثي لهرم بول غراهام لكيفية لاختلاف

يهدف وقف التصعيد إلى التواصل بهدوء مع شخص هائج لفهم هواجسه وإدارتها وحلّها. يجب أن تساعد هذه الإجراءات في النهاية في الحد من هيجان وإثارة الشخص وإمكانية قيامه بعدوان أو عنف في المستقبل. قد يؤدي التدخل غير الكامل أو المتأخر إلى ترك الموظفين بحاجة إلى استخدام تدابير قسرية للسيطرة على شخص عدواني أو عنيف. وتؤدي التدابير القسرية مثل العزل أو إجراءات الضبط الكيميائية أو الجسدية إلى إحداث ضرر بالعلاقة العلاجية بين الموظفين والمرضى.
على الرغم من أهمية وقف التصعيد في الترويج لبيئة نفسية غير عدوانية، فإن المراجعة الأدبية التي أجراها كل من مافاندادي وبيلينج ومادسن في عام 2016 حددت فقط 19 مقالة تقدم نماذجًا لوقف التصعيد. تتفق المقالات حول عدد من المواضيع (مثل أنَّ وقف التصعيد يجب أن يتضمن دعمًا آمنًا وهادئًا وعطوفًا للمريض لمعالجة مخاوفه).
عكست مراجعة لأربعة دراسات عن وقف التصعيد حالة الأبحاث غير الواضحة إلى حد ما. خلُصَت مراجعتهم إلى ثمانية أهداف وسبعة مكونات و 15 تقنية عامة و 15 تقنية أخرى مقسمة إلى ثلاثة أقسام فرعية. وبالإضافة إلى ذلك قام برايس وبيكر في عام 2012 بإجراء محاولة لتجميع النماذج والتعريفات المختلفة. كانت نتائج التحليل الموضوعي لـ 11 دراسة هي سبع أجزاء: ثلاثة تتعلق بمهارات الموظفين (مثل الاهتمام والتعاطف، والمظهر الهادئ ونبرة الصوت الرقيقة) وأربعة تتعلق بعملية التدخل (مثل إنشاء العلاقة، والحفاظ على السلامة، وحل المشاكل ووضع الحدود). توفر الكتب المتاحة وصفًا لعملية وقف التصعيد بفاعلية استنادًا إلى البيانات النوعية والملاحظات الاحترافية. وتحتاج هذه التحليلات إلى الدعم بمزيد من البيانات الموضوعية، ومن السمات المميزة لهذه الموضوعية مقياس تجريبي أو كمي لمدى وقف التصعيد.

## النسخة الإنجليزية المعدلة من مقياس وقف تصعيد السلوك العدواني (EMDABS)
1. تقييم المريض: من خلال توفير تقييم حقيقي بأن مخاوف العميل صحيحة ومهمة وسيتم معالجتها بطريقة هادفة.
2. الحد من الخوف: الاستماع بنشاط إلى العميل وتقديم تعاطف حقيقي معه والاقتراح أنَّ حالة العميل تتمتع بإمكانية التغيير الإيجابي في المستقبل.
3. السؤال عن استفسارات العميل وقلقه: يمكن للموظف الاستفسار لفهم اهتمامات المريض بعمق، والعمل على كشف أساس المشكلة.
4. تقديم التوجيه للمريض: اقتراح طرق متعددة لمساعدة العميل في التغلب على مخاوفه الحالية وتقديم توصية لاتخاذ إجراءات وقائية.
5. وضع الخطط الممكنة: تحمل مسؤولية رعاية المريض وختم اللقاء بالاتفاق على حل قصير الأجل وخطة عمل طويلة الأمد.
6. الحفاظ على الهدوء: الحفاظ على نبرة صوت هادئة ووتيرة ثابتة تناسب مشاعر العميل وسلوكه.
7. تجنب المخاطر: الحفاظ على مسافة آمنة من المريض لضمان السلامة، وعدم توضيح الحذر من أجل عدم إثارة الخوف.

## الشرطة والإصلاحات

### الولايات المتحدة
قامت بعض قوات الشرطة في الولايات المتحدة بإقرار التدريب على وقف التصعيد ابتداءً من عام 2015 بعد التعرض لانتقادات بسبب العديد من عمليات قتل المدنيين على يد ضباط الشرطة، وذلك يهدف إلى الحد من مخاطر المواجهات التي تتحول إلى مواجهات عنيفة أو مميتة لأي شخص متواجد.
وينص مشروع قانون إصلاح السجون على التدريب على وقف التصعيد وخاصة الحالات التي تنطوي على احتياجات معينة كالأفراد الذين يعانون من مرض عقلي أو قصور إدراكي.

## الخصائص الاجتماعية
تشمل بعض التقنيات مثل أخذ فترة راحة وتحويل المحادثة إلى أفراد أقل عاطفية في المجموعة. ذلك شائع الاستخدام في ممارسة تمريض الصحة النفسية والعقلية. كما يُستخدم كأداة للسيطرة على الغضب من أجل تخفيف التوتر بين اثنين من أطراف علاقة الصراع.